# شخض صاعد
شخض صاعد (الاسم العلمي:Justicia adscendens) هو نوع غير مؤكد من النباتات يتبع جنس الشخض من الفصيلة الأقنتية.